# Zabelia buddleioides
Zabelia buddleioides (cách viết khác: Zabelia buddlejoides) là một loài thực vật có hoa trong họ Kim ngân. Loài này được William Wright Smith mô tả khoa học đầu tiên năm 1916 dưới danh pháp Abelia buddleioides. Năm 1954 Kiyotaka Hisauti và Hara chuyển nó sang chi Zabelia.
Loài này có ở tỉnh Vân Nam, Trung Quốc.
Một số tác giả coi loài này là đồng nghĩa của Zabelia triflora.
Nó khác với Z. triflora ở chỗ có lá nhỏ hơn và các lá đài chỉ dài khoảng ⅓ - ½ ống tràng, với các lông mép lá ngắn hơn và yếu hơn.